# Kim Hundevadt
Kim Hundevadt (født 1960 i Møldrup) er en dansk journalist, forfatter og foredragsholder. Han arbejdede på Morgenavisen Jyllands-Posten fra 1995 til 2008. Er nu ansat i JP/Politikens Forlagshus.
Kim Hundevadt har skrevet flere bøger. I september 2008 udkom hans bog I morgen angriber vi igen om Danmarks krig i Helmand, Afghanistan.